# Quendi
Quendi (qya. Mówiący) – określenie wszystkich elfów w stworzonej przez J.R.R. Tolkiena mitologii Śródziemia.
Biogramy elfów zostały przedstawione w artykułach Lista Calaquendich oraz lista Sindarów i Moriquendich.

## Charakterystyka
Elfowie zostali powołani do istnienia w trzecim temacie Ainulindalë. Pojawili się w Śródziemiu nad zatoką Cuiviénen podczas Lat Drzew, gdy nad Śródziemiem świeciły tylko gwiazdy. Byli pierwszymi, przed ludźmi, Dziećmi Iluvatara na Ardzie i z tego powodu nazywani byli Pierworodnymi.
Byli jedną z najpotężniejszych ras Ardy. Osiągnąwszy dorosłość praktycznie nie starzeli się, dzięki czemu mogli żyć wiecznie, lecz wielu z nich ginęło, np. w walce. Cenili piękno w różnych jego przejawach – zajmowali się poezją i śpiewem, tworzyli klejnoty i wspaniałe miasta.
Posługiwali się m.in. quenyą i sindarinem, które zapisywali sarati, tengwarem lub cirthem.

## Fabuła
Wkrótce po przebudzeniu spotkał ich i pokochał Valar Oromë. Elfowie jednak podchodzili do Oromego z nieufnością, gdyż Melkor wcześniej jako Czarny Jeździec uprowadzał ich i upadlał, a w ten sposób wyhodował rasę orków.
Gdy Oromë zaprosił ich w imieniu Valarów do Amanu, by chronić ich przed wpływami Melkora, rozpoczęła się Wielka Wędrówka, która była jednocześnie początkiem procesu rozpadu rasy elfów na poszczególne szczepy. Ci którzy podjęli wędrówkę zwani byli Eldarami, natomiast ci którzy pozostali – Avarimi (qya. Opornymi).
W wyniku utworzenia Ostatniego Sojuszu wspólnie z ludźmi pokonali Saurona. We Władcy Pierścieni ostatni z władców elfów opuszczają Śródziemie i odpływają do Eldamaru tzw. Prostą Drogą.

## Szczepy elfów
Ci, którzy podjęli wyzwanie Wielkiej Wędrówki, to Eldarowie, pozostali zaś – Elfy Oporne (Avari). Część Eldarów nie doszła do Valinoru, a stanowił ich trzon Telerich. Eldarowie, którzy zostali na zawsze w Valinorze, to Vanyarowie. Ci, którzy go opuścili, to Ñoldorowie, a ci, którzy przybyli do Valinoru najpóźniej, to Falmari, część Telerich. Byli oni nazywani Elfami Światła (Calaquendimi). Teleri, którzy nie dotarli do Valinoru podzielili się na Sindarów i Nandorów. Nazywani byli razem z Avarimi Elfami Ciemności (Moriquendimi).

Podział Elfów na poszczególne klany i plemiona oraz rozłamy tychże plemion w trakcie Wielkiej Wędrówki

### Avari
Qya. Niechętni. Jeden z pierwotnych szczepów elfów, którzy obudzili się na brzegach jeziora Cuiviénen. W odróżnieniu od Eldarów nie podjęli oni wędrówki za Oromem na Zachód.
Wielu spośród Avarich zginęło w walkach z Melkorem i jego sługami, a wielu zdołał uprowadzić, stopniowo upodlając ich i zmieniając w orków. Czyn ten był uważany za najgorszą zbrodnię Melkora.
Avari, razem z tymi Eldarami, którzy nie ukończyli Wędrówki do Amanu i nigdy nie widzieli światła rzucanego przez Drzewa Valinoru, zwani byli z tego powodu Moriquendi.
W The War of the Jewels podane są nazwy sześciu plemion Avarich, kognaty Quendich: Kindi, Cuind, Hwenti, Windan, Kinn-lai, Penni. Są to jedyne pewne słowa w avarinie, języku Avarich, w opublikowanych materiałach o Śródziemiu.

### Eldarowie
Qya. Lud gwiazd. Początkowo termin ten, nadany przez Oromego przy znalezieniu pierwszych elfów, oznaczał wszystkich Pierworodnych, lecz z czasem został zawężony do trzech plemion, które uczestniczyły w Wielkiej Wędrówce. Elfów, którzy nie chcieli uczestniczyć w Wielkiej Wędrówce, nazwano Avarimi.
Eldarowie nazywani też byli Elfami Wysokiego Rodu, Ludem Gwiazd i Ludem Wielkiej Wędrówki.

### Calaquendi
Qya. Elfowie Światła. Są to trzy szczepy Eldarów, które dotarły wcześniej lub później do Amanu (nazywani z tego powodu także Amanyar), gdy jeszcze kwitły nad nim Drzewa Valinoru. Należą do nich Vanyarowie i Ñoldorowie, a także ci Teleri, którzy przekroczyli Belegaer.
Król Telerich, Elwë, również był zaliczany do Calaquendich, gdyż był posłem do Amanu przed Wielką Wędrówką, choć później pozostał w Beleriandzie.

### Laiquendi
Qya. Elfowie Zieloni. Był to szczep elfów, który pod przewodnictwem Denethora odłączył się od Nandorów i osiadł w Ossiriandzie. Zostali nazwani Laiquendimi, ponieważ nosili ubrania koloru liści. Po śmierci swojego wodza w bitwie z orkami nie wybrali kolejnego króla. Stali się odtąd bardzo ostrożni i żyli w ukryciu, nie walcząc więcej w otwartym polu.

### Moriquendi
Są to szczepy elfów, które nie rozpoczęły lub nie ukończyły Wielkiej Wędrówki do Amanu i były nazywane z tego powodu także Úmanyar.

### Nandorowie
Jest to część Telerich, która nie ukończyła Wielkiej Wędrówki do Amanu. Odmówili oni przekroczenia Gór Mglistych i osiedlili się w dolinie Anduiny.
Wiele lat później grupa Nandorów pod przywództwem Denethora przekroczyła Góry Błękitne i osiedliła się w Ossiriandzie. Kraina, którą zamieszkali od tej pory nazywała się Lindon, a sama grupa została nazwana Laiquendimi.

### Ñoldorowie
Ñoldorowie byli drugim hufcem Eldarów w wędrówce z Cuiviénen do Amanu, prowadzonym przez Finwego. Nazwa (l. poj. Ñoldo, w sindarinie Golodh) znaczy Mądrzy, lecz w sensie posiadania wiedzy, nie zaś rozsądku i rozwagi. Królem Ñoldorów w Amanie był Finwë.
Najbardziej zaprzyjaźnieni byli z Aulem, od którego nauczyli się wiele o obróbce kamienia i kruszców (dzięki temu Aulë zyskał miano Przyjaciela Ñoldorów). Dzięki przekazanej im wiedzy zasłynęli jako najbieglejsi wśród elfów w rozmaitych umiejętnościach; na swój sposób, na miarę otrzymanych od Ilúvatara darów, niejedno dodali do tego, czego ich Aulë nauczył. Kochali się bowiem w kunszcie mowy i pisma, w ozdobnych haftach, rysunkach i rzeźbie. Ñoldorowie też pierwsi opanowali tajniki szlifowania szlachetnych kamieni i wytwarzali przepiękne klejnoty; najpiękniejszymi z ich dzieł były Silmarile, wykute przez Fëanora.
Zwierzchnictwo nad Ñoldorami sprawowali przywódcy Rodu Finwego, noszący tytuł Najwyższych Królów Ñoldorów (ang. High King of the Noldor).
Pierwszym Najwyższym Królem był Finwë, który został wybrany przez Oromego, by zobaczyć Aman, a następnie przewodził hufcowi Ñoldorów w drodze z Cuiviénen do Amanu i tam został ich władcą. Zginął zabity przez Morgotha w Formenos, a jego następcą został jego najstarszy syn, Fëanor.
Fëanor doprowadził do buntu Ñoldorów i wyprowadził ich z Valinoru z powrotem do Śródziemia. Część Ñoldorów, zniechęcona przez Bratobójstwo w Alqualondë, zawróciła jednak i pozostała w Tirionie pod zwierzchnictwem młodszego z przyrodnich braci Fëanora, Finarfina, który przyjął tytuł Najwyższego Króla Ñoldorów w Amanie (w odróżnieniu od Najwyższych Królów Ñoldorów w Śródziemiu).
Fëanor zginął jeszcze przed nastaniem Lat Słońca po bitwie Dagor-nuin-Giliath. Po jego śmierci najstarszy jego syn Maedhros w imieniu swoim i swoich braci zrzekł się zwierzchnictwa nad Ñoldorami. Najwyższym Królem Ñoldorów w Śródziemiu okrzyknięty został starszy z przyrodnich braci Fëanora, Fingolfin. Władca ten zginął w pojedynku z Morgothem w czasie bitwy Dagor Bragollach, a jego następcą został jego syn, Fingon. Po śmierci Fingona w bitwie Nirnaeth Arnoediad Najwyższym Królem został jego młodszy brat, Turgon. Poniósł on śmierć w czasie upadku Gondolinu.
Kolejnym, ostatnim już Najwyższym Królem został Gil-galad, syn Fingona (w późniejszych tekstach Tolkien uczynił go synem Orodretha, bratankiem Finroda i Galadrieli). Przeżył on Wojnę Gniewu i koniec Pierwszej Ery, a następnie panował przez całą Drugą Erę. Zginął w bitwie na stokach Orodruiny w czasie wojny Ostatniego Sojuszu z Sauronem w 3441 DE.
Po jego śmierci, w Trzeciej Erze za zwierzchnika Ñoldorów i wszystkich Eldarów uchodziła Galadriela, córka Finarfina, ostatnia przedstawicielka Rodu Finwego w Śródziemiu. Nie używała ona jednak tytułu Najwyższej Królowej Ñoldorów. Odpłynęła za Morze w 1 roku Czwartej Ery razem z pozostałymi powiernikami Pierścieni.

### Sindarowie
Qya. Elfowie Szarzy. Są odłamem Telerich, którzy podróżując z innymi elfami na zachód pozostali w Beleriandzie, a nie popłynęli za Morze. Niektórzy poszukiwali tam swojego króla – Elwego – a pozostali zostali przekonani do pozostania przez Majara Ossego.
Jeszcze przed powrotem Ñoldorów do Śródziemia zamieszkiwali większość terenów Beleriandu. Wszyscy spośród nich uznawali za najwyższego króla Elwego Thingola. Mieli dwa królestwa: Doriath, rządzone przez Thingola i Falas, pod rządami Círdana. Przez dwa wieki żyli w spokoju, lecz w ostatnim wieku Lat Drzew zło na wschód od Gór Błękitnych zaczęło nękać Sindarów. Dopiero wtedy uznali za konieczne posiadanie broni. Rozwinął się handel z krasnoludami z Nogrodu i Belegostu, a także rzemiosło kuźnicze.

### Teleri
Qya. Ci, którzy przypłynęli ostatni. Był to jeden z trzech szczepów Eldarów, które wyruszyły do Amanu znad jeziora Cuiviénen. Teleri wyruszyli w Wielką Wędrówkę jako ostatni i ich hufiec był najliczniejszy. Początkowo Telerimi dowodził Elwë, który jako jeden z pierwszych z elfów wraz z Ingwem i Finwem odwiedził Aman.
W trakcie wędrówki część Telerich przestraszyła się wielkich czarnych chmur, kłębiących się nad Utumno i zawróciła z obranej drogi. Pierwszy większy rozłam miał miejsce, kiedy Teleri dotarli do brzegów Anduiny. Wówczas część Eldarów pod wodzą Lenwego postanowiła ruszyć na południe. Elfów tych nazywa się Nandorami. Po przekroczeniu Anduiny niektórzy Eldarowie ociągali się z przeprawą przez Góry Mgliste, aż w końcu udali się na południe, by dołączyć do Nandorów. Reszta Telerich przeprawiła się przez góry i bez większych problemów dotarła do Beleriandu. Udali się do ujścia Sirionu, by tam oczekiwać wyspy, na której będą mogli przeprawić się do Amanu.
Ossë i jego żona Uinena często ich odwiedzali i zaprzyjaźnili się z nimi. Ossë siedząc na skale tuż obok krawędzi lądu przemawiał do nich i od niego Teleri nauczyli się wszystkiego, co trzeba wiedzieć o morzu i o muzyce morza. Od początku lubili wodę i umieli śpiewać piękniej niż inne elfy, lecz dzięki przyjaźni z Ossëm zawartej w Beleriandzie rozmiłowali się w morzu, a w ich pieśniach słychać było szum fal bijących o brzegi.
Kiedy Ulmo dał się ubłagać Ñoldorom i ich królowi Finwemu, którzy cierpieli z powodu długiej rozłąki z przyjaciółmi i prosili, aby przywiódł Telerich do Amanu, jeśli się na to zgodzą. Większość Telerich rzeczywiście tego pragnęła, lecz Ossë bardzo się zmartwił, gdy Ulmo wrócił na wybrzeże Beleriandu, żeby ich zabrać do Valinoru. Ossë bowiem, który się opiekował morzami Śródziemia i brzegami Bliższych Ziem żałował, że jego dziedzina nie będzie rozbrzmiewała głosami Telerich. Część ich zdołał skłonić do pozostania i tych znano później pod mianem Falathrimów, czyli elfów z wybrzeża, zamieszkujących przystanie Brithombar i Eglarest, pierwszych w Śródziemiu żeglarzy i szkutników. Władcą ich był Círdan, Budowniczy Okrętów. Ponadto podczas postoju w pobliżu lasu Nan Elmoth Elwë udał się na spacer i na leśnej polance ujrzał Melianę z rodu Majarów. Zakochał się w niej ze wzajemnością i nie chciał wrócić do swojego plemienia. Kiedy Teleri nie mogli odnaleźć swojego przywódcy część z nich odmówiła dalszej wędrówki i przybrali imię Eglath, opuszczonego ludu i oddaliła się od morza, gdyż wzbudzało w nich smutek. Po powrocie Elwego nazwali się Sindarami, elfami szarymi. Ci z Telerich, którzy popłynęli na wyspie do Amanu wybrali na swojego przywódcę Olwego, brata Elwego.
Tymczasem podróżujący Teleri, słysząc zew Ossego, poprosili Ulma, aby przerwać podróż. Ulmo wysłuchał ich i pozwolił, żeby Osse przytwierdził wyspę do dna i zakorzenił ją w fundamentach morza. Ulmo zgodził się na to chętnie, bo rozumiał serca Telerich i podczas narady Valarów był przeciwny sprowadzeniu ich do Valinoru sądząc, że dla Quendich stosowniejszym miejscem jest Śródziemie. Valarowie na wieść o takim jego postępku byli niezadowoleni, a Finwe zasmucił się, że Teleri nie dopłynęli do Amanu, a jeszcze bardziej, że nie znaleźli Elwego, pojął bowiem, że nie zobaczy go już nigdy; chyba w Siedzibie Mandosa. Lecz wyspy nie ruszono z miejsca, na którym stała w Zatoce Eldamaru; dano jej nazwę Tol Eressëa, to znaczy Samotna Wyspa, i na niej zamieszkiwali Teleri tak, jak sami pragnęli: mając nad sobą gwiazdy niebios, a zarazem mając w zasięgu wzroku Aman i wybrzeża krainy nieśmiertelności; żyli długo w odosobnieniu na Samotnej Wyspie, toteż z czasem utworzyli własną mowę (Telerin), odmienną od języka Vanyarów i Ñoldorów. Aby Teleri mogli cieszyć się światłem Dwóch Drzew Valarowie przebili w górach Pelori przełęcz Calaciryę.
Długie wieki spędzili na Tol Eressei, lecz z wolna serca ich się zmieniały i coraz silniej pociągało ich światło dosięgające poprzez morze Samotnej Wyspy. Dręczyła ich rozterka, bo kochali muzykę fal bijących o brzegi, a jednocześnie nękała ich tęsknota do współplemieńców i chęć poznania cudów Valinoru; ostatecznie pragnienie światła zwyciężyło. Ulmo ulegając woli innych Valarów wyprawił do Telerich przyjaciela ich, Ossego, a ten, chociaż z żalem, nauczył ich sztuki budowania statków, w której nikt inny już ich nie prześcignął; gdy statki były gotowe, ofiarował im jako pożegnalny dar stado łabędzi o niezwykle mocnych skrzydłach. Ptaki te pociągnęły białe statki po bezwietrznym morzu i w ten sposób Teleri wreszcie, jako ostatni hufiec elfów, dopłynęli do Amanu i wyszli na brzeg Eldamaru. Tak Teleri dotarli do Amanu, gdzie założyli Łabędzią Przystań, Alqualondë, w której zamieszkali. Mogli do syta nacieszyć się światłem Dwóch Drzew, chodząc po wyłożonych złotem ulicach Valmaru i po kryształowych schodach Tirionu na zielonym pagórku Túna. Najczęściej jednak pływali na swoich śmigłych statkach po wodach Zatoki Eldamaru lub brodzili w przybrzeżnych falach, z głowami lśniącymi od blasku docierającego tutaj spoza gór. Ñoldorowie dali im mnóstwo klejnotów, opali, diamentów, jasnych kryształów, a Teleri rozsiali je po wybrzeżu i rozrzucili w płytkich przybrzeżnych jeziorkach; wyławiali też z morza mnóstwo pereł i zdobili nimi ściany swoich dworów a także pałace Olwego w Alqualonde, oświetlonym przez wiele latarni. Ci z Telerich, którzy ostatecznie dotarli do Amanu przybrali nazwę Falmari.
Kiedy Fëanor zbuntował się przeciwko Valarom i wraz ze swoim ludem postanowił opuścić Aman zwrócił się do Telerich, aby dołączyli się do nich i użyczyli im swoich statków. Teleri nie przystali na żadną z tych próśb. Wówczas Fëanor ogarnięty szaleńczym zapałem przeprowadził atak na Alqualondë. Wtedy podczas bratobójczej walki wielu Telerich zostało zabitych, ich statki zostały skradzione, a później spalone w miejscu zwanym Losgar.
Teleri nazywali sami siebie Lindarami (śpiewakami). Bywali nazywani również Nelyarami (trzecimi).

### Vanyarowie
Qya. Piękni. Vanyarowie to obok Ñoldorów i Telerich jeden z elfickich szczepów, które zdecydowały się podążyć za Oromem na zachód do Amanu. Cieszyli się wielkimi względami Manwego i Vardy, którzy obdarzyli ich talentem do śpiewu i tańca. Ich przywódcą był Ingwë, uważany również za króla wszystkich elfów. Spędzili oni najmniej czasu na obszarze Śródziemia, tamtejsi ludzie mieli z nimi kontakt tylko raz – podczas Wojny Gniewu, kiedy to Melkor został ostatecznie pokonany. Po wojnie wrócili do Valinoru i już nigdy nie opuścili Nieśmiertelnych Krain.
Szczególnie znana była nieprzeciętna uroda Vanyarów: uchodzili oni za niezwykle pięknych nawet wśród elfów (stąd nazwa plemienia), mieli wspaniałe, jasne, złociste włosy, jakby w ich sieci uwięziony został cały blask Laurelinu (z opisu Galadrieli w Silmarillionie).
Byli nieufni w stosunku do obcych, niezwykle mądrzy, dalekowzroczni i powściągliwi. Gdy Morgoth zaczął po kryjomu buntować elfów w Valinorze przeciwko Valarom, przekonał do siebie dużą część Ñoldorów, udało mu się też omamić Fëanora. Wiedział jednak, że Vanyarowie nie dadzą wiary jego kłamstwom, ponieważ poza światłem Drzew nie pragnęli oni niczego więcej.

Wielka Wędrówka Elfów

## Inne ludy elfów

### Elfy leśne
W Trzeciej Erze zamieszkiwali królestwa rządzone przez znacznie mniej licznych Eldarów: były to Lothlórien i Leśne Królestwo. Prawdopodobnie wędrowali także po wschodnich stepach Śródziemia.
Być może należeli do grupy Avarich, z którymi byli nie do odróżnienia (ponieważ nie uczestniczyli w Wielkiej Wędrówce). W ich zaś skład wchodzili Laiquendi oraz część Nandorów. Ich języki były daleko spokrewnione z sindarinem i quenyą.

### Galadhrimowie
Nazwa ta obejmowała wszystkich elfów zamieszkujących Lothlórien i w wolnym tłumaczeniu znaczyła w sindarinie lud drzew, co odnosiło się do lasów porastających Lothlórien. Byli oni poddanymi Galadrieli, powierniczki Nenyi, i Celeborna.

### Gwaith-i-Mírdain
Sin. lud-klejnotów-kowali zwani byli także kowalami elfów. Wzmianki o nich pojawiają się w Silmarillionie, Drużynie Pierścienia i Powrocie króla.
Był to ñoldorski lud najlepszych (z wyjątkiem Fëanora) kowali Śródziemia. Przybyli do Eregionu z Lindonu około 750 roku Drugiej Ery pod wodzą Celebrimbora, by pracować w pobliżu żyły mithrilu z Khazad-dûm. W ciągu swojej działalności nawiązali z Rodem Durina największą przyjaźń między elfami a krasnoludami.
Od około 1200 roku nieznajomy nazywający siebie Annatarem (będący początkowo sługą Aulego) odwiedzał ich i udzielał im rad. Po około trzystu latach Gwaith-i-Mírdain rozpoczęli pod jego kierunkiem wykuwanie Pierścieni Władzy. Gdy skończyli w roku 1590, wybuchła wojna między nimi a Sauronem spowodowana wykuciem Jedynego Pierścienia. Większość kowali zginęła, a pozostali założyli siedzibę w Rivendell. Prawdopodobnie to oni przekuli w 3018 roku Andúrila dla Aragorna.